# Joseph Pothier
Dom Joseph Pothier, O.S.B. (7 de dezembro de 1835 – 8 de dezembro de 1923) foi um prelado, liturgista e estudioso francês mundialmente conhecido que reconstituiu o canto gregoriano.

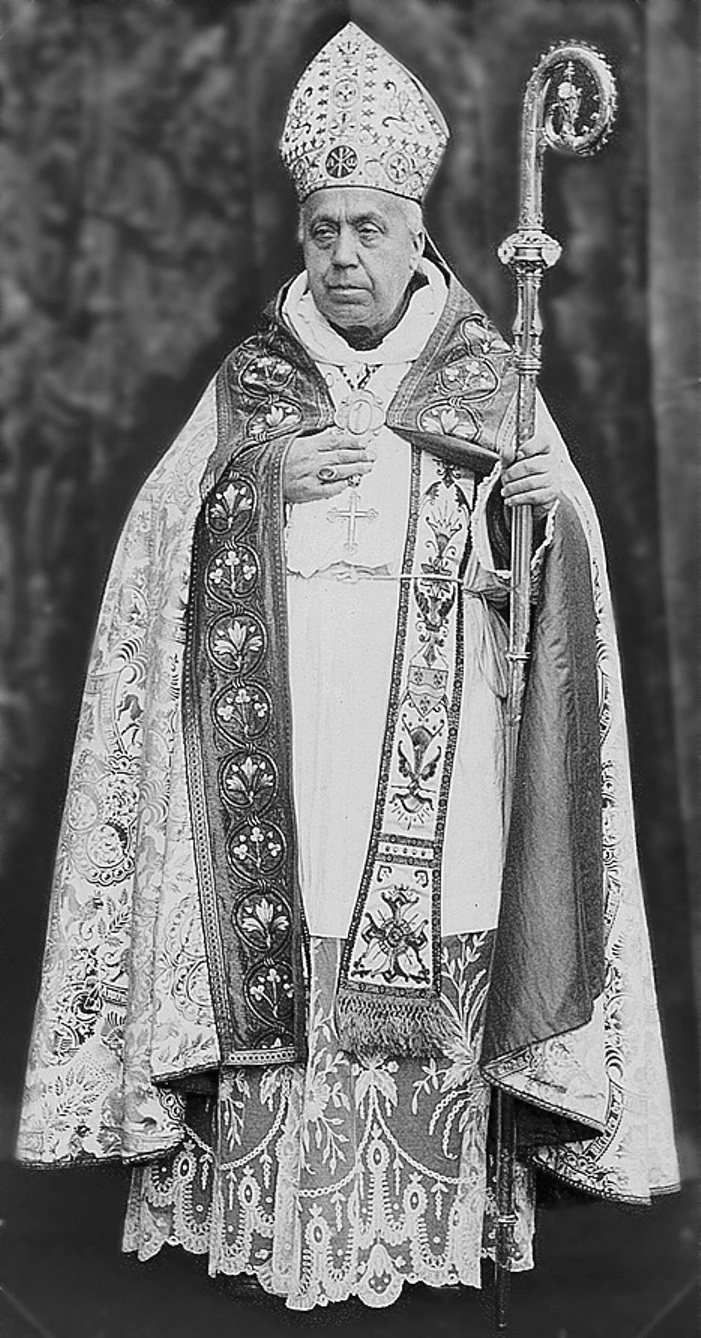
Dom Pothier (1898)

## Vida beneditina
Nascido em 1835 em Bouzemont, França, Dom Joseph Pothier foi ordenado padre na diocese de Saint-Dié em 1858, antes de se juntar imediatamente à Abadia de São Pedro, Solesmes, sob o abade Dom Prosper Guéranger.  Ao fundar, no então abandonado priorado de Solesmes, a primeira nova abadia da Ordem de São Bento na França, Dom Guéranger restabeleceu a vida monástica no país depois de ter sido destruída pela Revolução Francesa.
Pothier mais tarde foi feito subprior (1862-1863 e 1866-1893) de Solesmes, então prior claustral (1893-1894) da Abadia de St Martin, Ligugé, também um antigo priorado abandonado que havia sido reassentado por Solesmes. Em 1895, ele se tornou superior da colônia de monges de Ligugé enviados para repovoar o mosteiro de St Wandrille (Fontenelle), uma antiga e abandonada abadia beneditina - também suprimida durante a Revolução Francesa - em Saint-Wandrille-Rançon, Normandia. 
Tendo o Papa Leão XIII restaurado o título abacial de Fontenelle especialmente para ele, Dom Pothier foi finalmente elevado à dignidade de Abade da Abadia de St Wandrille (empossado em 24 de julho de 1898) — tornando-se o primeiro abade do mosteiro desde a Revolução Francesa e seu primeiro abade regular desde o século XVI. O Cardeal Guillaume Sourrieu, Arcebispo de Rouen e Primaz da Normandia, auxiliado pelos abades de Solesmes e Ligugé como co-consagradores, conferiu-lhe a bênção abacial em 29 de setembro de 1898, na presença de outros três prelados e 150 padres.
Seguindo as "Leis de Associação" francesas contra congregações religiosas aprovadas pelo Ministro Waldeck-Rousseau, Dom Pothier mudou-se da França para a Bélgica com sua comunidade exilada em 1901. 

## Música
Musicólogo, discípulo e colaborador de Dom Prosper Guéranger, Dom Pothier contribuiu para a reconstituição, a restauração e a renovação do canto gregoriano.
Além de ser o compositor de muitas canções gregorianas (Officium Defunctorum, 1887) e escritor de um grande número de artigos, Dom Pothier também foi o chefe e editor da Revue du Chant Grégorien (1892–1914) - supervisionando a publicação de várias obras (Hinos, Ofício de Natal, Antifonário, Cantus mariales) -, o fundador da publicação Paléographie Musicale para a disseminação de manuscritos litúrgicos medievais e o autor de uma nova edição dos livros de coro baseados em manuscritos do canto gregoriano e de vários estudos sobre o cantochão, incluindo Les mélodies grégoriennes d'après la tradition (Melodias gregorianas segundo a tradição), 1880, sua principal obra que se tornou a obra padrão sobre o assunto.
Dom Pothier foi nomeado presidente da recém-criada Comissão Pontifícia sobre a Edição Vaticano dos Livros Litúrgicos Gregorianos pelo Papa Pio X em 1904. Como presidente desta comissão para a reconstituição da música da Missa Católica Romana, Dom Pothier viveu em Roma de 1904 a 1913.
Seu Liber Gradualis, de 1883, marcou o início de uma reforma no canto litúrgico e foi usado como base para o Gradual Vaticano, que foi publicado, sob sua responsabilidade, em 1908.
Dom Pothier morreu no antigo priorado de Conques, Bélgica, em 1923; o bispo de Luxemburgo e seis prelados compareceram ao seu funeral na abadia de Clervaux, Luxemburgo (seus restos mortais foram posteriormente transferidos para Saint-Wandrille em 1962).
A comunidade exilada da Abadia de St Wandrille, sob Dom Pothier como abade, fundou em 1912 um novo priorado no Canadá, a Abadia de Saint Benedict, Quebec, que mais tarde se tornou independente dentro da Congregação de Solesmes.